# أباريسيدا دي غويانيا
أباريسيدا دي غويانيا (بالبرتغالية: Aparecida de Goiânia‏) هي بلدية تقع في البرازيل في غوياس.[بحاجة لمصدر] يقدر عدد سكانها بـ 504,280 نسمة ومساحتها 290.1 كم2 وترتفع عن سطح البحر 808 متر.